# Орденська планка

Орденська стрічка «Орден Свободи»

Орденська планка — пристосування для носіння орденських стрічок.
Являє собою обтягнуту орденською стрічкою прямокутну підкладку. Може бути виконана на металевій або тканинній (гнучкій) основі. У випадку тканинної підкладки — колір може бути підібраний під колір форми (сіра, оливкова, синя, чорна). Планки на металевій основі кріпляться шпилькою, яка є на звороті, тканинні планки пришиваються до форми. Орденська планка носиться на лівому боці грудей. Декілька орденських планок носяться разом на загальній основі.
На загальній планці стрічки розташовуються в певному порядку, зафіксованому у відповідних документах, але загальний принцип такий: чим вище статус нагороди, тим вище вона і в списку розташування.
Кожна нагорода має відповідну орденську планку. У разі коли у складі нагороди присутня орденська колодка, то використана на ній стрічка також застосовується для оформлення відповідної орденської планки.
Стрічки деяких нагород, наприклад, «Золота Зірка» та «Серп і Молот» окремо від цих медалей не носяться, тобто дані медалі планок не мають.
Для нагород СРСР та РФ використовується переважно стрічка шириною 24 мм.
Існують планки двох типів: 24 × 12 мм і 24 × 8 мм. Перший це стандарт для ветеранів, другий для діючих військовослужбовців РФ.
В Україні, згідно з Указом Президента України № 365/2012 від 30.05.2012, для виготовлення орденських планок використовується виключно стрічка 28 мм.
Існують планки двох типів: на кітель 28 × 12 мм (7:3=2,333) і на сорочку 28 × 8 мм (7:2=3,5).